# Thời kỳ Hy Lạp hóa

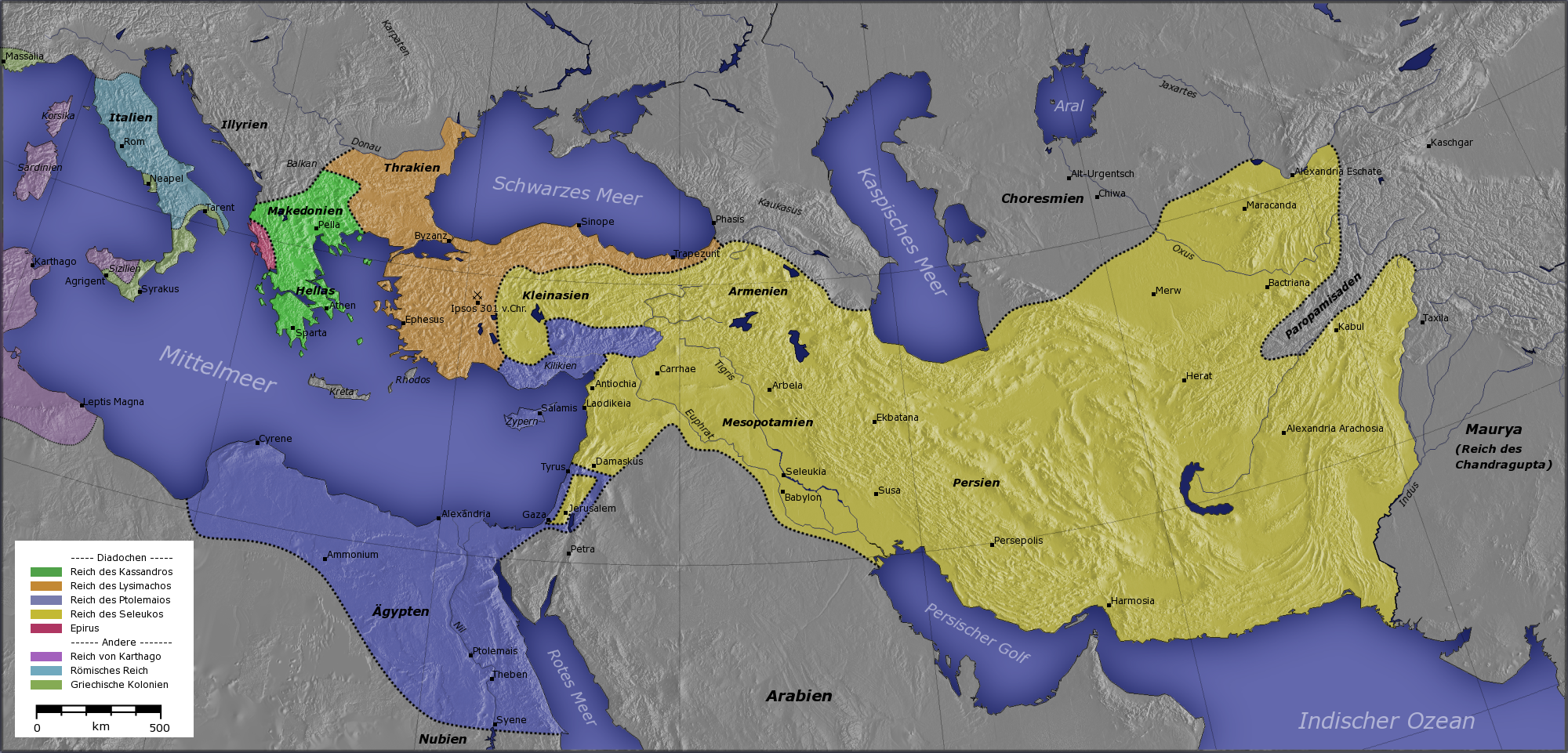
Các vương quốc của Diadochi sau trận Ipsus, khoảng năm 301 trước Công nguyên.
Vương quốc Ptolemaios I Soter
Vương quốc Kassandros
Vương quốc Lysimachos
Vương quốc Seleukos I Nikator
Epirus
Other
Carthage
Cộng hòa La Mã
Các thuộc địa Hy Lạp

Thời kỳ Hy Lạp hóa (từ Ελληνισμός hellēnismós trong tiếng Hy Lạp) là một giai đoạn trong lịch sử Hy Lạp cổ đại và lịch sử Địa Trung Hải sau cái chết của Alexandros Đại đế vào năm 323 TCN và sự xuất hiện của đế quốc La Mã, được báo hiệu bằng trận Actium năm 31 TCN và cuộc chinh phục nhà Ptolemaios Ai Cập năm 30 TCN ngay sau đó. Tại thời điểm này, ảnh hưởng văn hóa và bá quyền Hy Lạp (Hy Lạp hóa) đang ở đỉnh cao của nó tại châu Âu, châu Phi và châu Á, trải qua sự thịnh vượng và tiến bộ trong nghệ thuật, khám phá, văn học, ca kịch, kiến trúc, âm nhạc, toán học, triết học, và khoa học. Tuy vậy, nó vẫn thường bị coi là một thời kỳ chuyển tiếp, đôi khi còn thoái hóa so với sự rực rỡ của thời Hy Lạp cổ điển.

## Sơ lược
Sau khi Alexander III của Macedonia cùng với vua cha Phillipos II nắm quyền bá chủ ở Hy Lạp, đã chinh phạt Nhà Achaemenes Ba Tư vào năm 334 TCN và mở rộng cương thổ tới tận Ấn Độ. Sau cái chết của ông vào năm 323 TCN, những tướng lĩnh hàng đầu trước đây của ông, được gọi là Diadochi ("Người thừa kế"), từ lập làm vua và cai trị những vùng đất khác nhau. Cố gắng để thống nhất lại đế quốc của Alexander Đại đế năm xưa trở nên vô vọng khi Antigonos I Monophthalmos, với tư cách là người chủ trương thống nhất cuối cùng trong triều, bị đối thủ của mình là liên minh Diadochi đánh bại trong trận Ipsos năm 301 TCN. Cái gọi là chiến tranh Diadochi nhằm trở thành người thừa kế của Alexander cuối cùng kết thúc vào năm 281 TCN sau tổng cộng sáu cuộc chiến. Có ba đế quốc Hy Lạp chiếm ưu thế ở miền đông Địa Trung Hải tới tận thế kỷ thứ 2 sau này: Macedonia và một số khu vực ở Hy Lạp rơi vào tay dòng họ Antigonos, con cháu của Antigonos I, Syria, Lưỡng Hà, Ba Tư nằm dưới sự cai trị của vương quốc Seleukos, Ai Cập và Cyrene rơi vào tay Ptolemaios.

## Kỉ nguyên Hy Lạp hóa vàng son
Thời kỳ Hy Lạp nổi lên khoảng 323-30 TCN. Bắt đầu từ sau khi cuộc chinh phục của Alexander Đại đế, thời đại này một thời kỳ phát triển  thịnh vượng. Thời kỳ này đã tiến bộ nhiều trong kinh nghiệm sản xuất lớn, trong nghệ thuật trang trí và nghệ thuật, khám phá, văn học, tác phẩm điêu khắc, nhà hát, kiến trúc, âm nhạc, toán học và khoa học. Thời kỳ Hy Lạp trải qua một tuổi "chiết trung chủ nghĩa", một sự thức tỉnh của nhiều kiến thức và lý thuyết mới trong tư tưởng Hy Lạp. 

## Bối cảnh
Trong suốt lịch sử của mình, trên vùng đất Hy Lạp cổ đại luôn nổ ra những cuộc chiến tranh tàn khốc giữa các thành bang độc lập. Sau cuộc Chiến tranh Peloponneses (431 - 404 trước Công Nguyên), xứ Sparta trở thành liệt cường bá chủ của Sparta, song dù mạnh hơn hẳn các thành bang khác nhưng ách bá quyền mà Sparta đặt lên Hy Lạp vẫn còn không thật vững chắc. Thế rồi, quân Thebes đánh tan nát quân Sparta trong trận đánh tại Leuctra (371 Trước Công Nguyên) nhờ Thebes trở thành liệt cường bá chủ, nhưng sau trận đánh tại Mantinea (362 trước Công Nguyên), toàn thể Hy Lạp đều suy vong nghiêm trọng mà không có một thành bang nào ưu việt hơn hẳn các thành bang khác. Trong bối cảnh đó, Macedonia nổi lên dưới thời Phillip II. Nằm trong lòng thế giới Hy Lạp và mặc dù gia đình hoàng gia đã tự nhận một gốc gác Hy Lạp, Macedonia vẫn bị phần còn lại của Hy Lạp coi là bán man rợ. Tuy vậy, Macedonia lại kiểm soát được một khu vực rộng lớn với một bộ máy nhà nước tập trung, thống nhất khi so với các thành bang Hy Lạp.
Phillip II là một ông vua hùng mạnh và ưa bành trướng, đã giành lấy mọi cơ hội để mở rộng lãnh thổ Macedonia. Vào năm 352 TCN ông chiếm Thessaly và Magnesia. Năm 338 TCN Phillip đánh bại quân liên minh của Thebes và Athens trong trận Chaeronea sau một thập kỉ mâu thuẫn căng thẳng. Sau đó, Phillip thiết lập Liên minh Corinth, đưa toàn bộ Hy Lạp vào dưới quyền kiểm soát trực tiếp của của ông. Phillip được bầu làm người đứng đầu liên minh, và một cuộc xâm lược Ba Tư cũng đã được lên kế hoạch sẵn. Tuy nhiên, vào năm 336 TCN, trong khi chiến dịch vẫn đang được chuẩn bị, Phillip đã bị ám sát.
Lên nối ngôi bố của mình, Alexander tự mình tiến hành chiến tranh với người Ba Tư. Trong một thập kỉ chinh chiến, Alexander đã chinh phục được toàn bộ Đế quốc Ba Tư, lật đổ vua Darius III. Những đất đai chiếm được bao gồm Tiểu Á, Assyria, Tiền Á, Ai Cập, Lưỡng Hà, Media, Ba Tư, cùng một phần Afghanistan, Pakistan và Trung Á. Tuy nhiên, những chiến dịch liên miên cũng gây ra nhiều tổn thất và Alexander mất năm 323 TCN.
Sau khi Alexander mất, một vùng lãnh thổ rộng lớn mà ông đã chinh phục trở thành những vùng chịu ảnh hưởng của văn hóa Hy Lạp (Hy Lạp hóa) trong suốt hai hay ba thế kỉ tiếp theo, cho tới sự nổi lên của La Mã ở phía tây và Parthia ở phía đông. Bởi văn hóa Hy Lạp và Levant hòa vào nhau, một bước phát triển mới trong văn hóa Hy Lạp hóa đã diễn ra, và còn tồn tại ngay cả khi bị tách biệt với trung tâm của nền văn hóa Hy Lạp quê hương (ví dụ như ở vương quốc Hy Lạp-Bactria).

## Những người thừa kế
Khi Alexander Đại đế qua đời (10/6/323 TCN), ông đã để lại một đế chế rộng lớn bao gồm nhiều lãnh thổ tự trị được gọi là satrap. Bởi không có người kế vị nào được chọn, ngay lập tức đã có những tranh cãi giữa các tướng lĩnh của ông về việc ai sẽ là vua của Macedon. Những vị tướng này được gọi là Diadochi (tiếng Hy Lạp: Διάδοχοι, Diadokhoi, nghĩa là "Người kế vị").
Meleager và quân bộ binh của mình ủng hộ anh trai cùng cha khác mẹ của Alexander là Philip, trong khi Perdiccas, chỉ huy kỵ binh cao cấp nhất, ủng hộ việc chờ đợi cho đến khi Roxana sinh con. Khi quân lính tấn công vào cung điện Babylon, một thỏa hiệp đã được dàn xếp: Phillip (với tư cách là Philip III) nên trở thành vua và nên cùng cai trị với con của Roxana, bởi đó mới là một cậu bé (được biết đến với tên hiệu Alexander IV). Bản thân Perdiccas sẽ trở thành nhiếp chính (epimeletes) của đế chế, và Meleager sẽ phục vụ dưới trướng của ông ta. Tuy nhiên, chẳng bao lâu, Perdiccas đã ra lệnh sát hại Meleager và các chỉ huy bộ binh khác và nắm toàn quyền. Các tướng lĩnh ủng hộ Perdiccas đã được khen thưởng trong sự chia cắt của Babylon bằng việc trở thành các quan chức của các bộ phận khác nhau trong đế chế, nhưng vị trí của Perdiccas đang bị lung lay dữ dội, bởi, như Arrian viết, "mọi người đều nghi ngờ anh ta, và anh ta trong số họ".
Cuộc chiến tranh đầu tiên giữa các Diadochi nổ ra khi Perdiccas muốn kết hôn với em gái của Alexander là Cleopatra và bắt đầu nghi ngờ Antigonus ở Tiểu Á. Antigonus chạy trốn đến Hy Lạp, và sau đó cùng với Antipater và Craterus (satrap ở Cilicia và đang chống lại một liên minh Hy Lạp trong chiến tranh Lamian) xâm lược Anatolia. Quân nổi dậy được hỗ trợ của Lysimachus, satrap ở Thrace và Ptolemy, satrap của Ai Cập. Mặc dù Eumenes, satrap của Cappadocia, đã đánh bại quân nổi dậy ở Tiểu Á, nhưng bản thân Perdiccas lại bị các tướng của mình, Peithon, Seleucus và Antigenes (có lẽ cũng có sự trợ giúp của Ptolemy) sát hại trong cuộc xâm lược Ai Cập (từ 21/5 đến 19/6 năm 320 TCN ).Ptolemy đã thỏa thuận với những kẻ ám sát Perdiccas, đưa Peithon và Arrhidaeus lên nhiếp chính thay cho anh ta, nhưng ngay sau đó những người này đã lại thỏa thuận mới với Antipater tại hiệp ước Triparadisus. Theo đó, Antipater được phong làm nhiếp chính của Đế chế, và hai vị vua được chuyển về Macedonia. Antigonus vẫn nắm quyền Tiểu Á, Ptolemy giữ Ai Cập, Lysimachus giữ Thrace và Seleucus I kiểm soát Babylon.
Cuộc chiến Diadochi thứ hai bắt đầu sau khi Antipater mất vào năm 319 TCN. Phớt lờ đứa con ruột của mình, Cassander, Antipater đã tuyên bố Polyperchon người kế ngôi nhiếp chính trước khi qua đời. Cassander, được sự hỗ trợ từ Antigonus, Lysimachus và Ptolemy nổi dậy chống lại Polyperchon (người được Eumenes hỗ trợ). Năm 317 trước Công nguyên, Cassander xâm lược Macedonia, giành quyền kiểm soát Macedon, hành quyết Olympias, mẹ của Alexander Đại đế và bắt sống vị vua nhỏ Alexander IV, cùng Roxana. Trong khi đó, ở châu Á, Eumenes, sau khi giành được một số chiến thắng trước Antigonus, đã bị chính thuộc hạ của mình phản bội trong trận Gabiene sau nhiều năm chinh chiến chiến và bị giao nộp cho Antigonus, người sau đó đã xử tử Eumenes.